# سيمون جونسون
"سايمون جونسون (ولد في 16 يناير 1963) هو اقتصادي بريطاني أمريكي. يشغل منصب أستاذ رونالد كورتز لريادة الأعمال في كلية سلون للإدارة بمعهد ماساتشوستس للتكنولوجيا وهو زميل أول في معهد بيترسون للاقتصاد الدولي ‏. شغل مجموعة متنوعة من المناصب الأكاديمية والمتعلقة بالسياسات، بما في ذلك أستاذ مشارك للاقتصاد في جامعة ديوك كلية فوكوا لإدارة الأعمال ‏ (1991-1997). من مارس 2007 حتى نهاية أغسطس 2008، كان كبير الاقتصاديين في صندوق النقد الدولي.
في عام 2024، تم منح جونسون ودارون أسيموغلو وجيمس أ. روبنسون جائزة نوبل التذكارية في العلوم الاقتصادية لدراساتهم المقارنة في الازدهار بين الأمم."

## التعليم
الدرجة الأولى لجونسون كانت بكالوريوس الآداب من جامعة أكسفورد، تلاها ماجستير الآداب من جامعة مانشستر، وأخيرًا في عام 1989 حصل على دكتوراه في الاقتصاد من معهد ماساتشوستس للتكنولوجيا، بأطروحة بعنوان "التضخم، الوساطة، والنشاط الاقتصادي".

## المسيرة المهنية
في نوفمبر 2020، تم تعيين جونسون عضوًا متطوعًا في فريق مراجعة الوكالات للانتقال الرئاسي لجو بايدن الانتقال الرئاسي لجو بايدن لدعم جهود الانتقال المتعلقة بـ وزارة الخزانة الأمريكية والاحتياطي الفيدرالي.

## الانتماءات
من بين المناصب الأخرى، هو باحث مشارك في المكتب الوطني للبحوث الاقتصادية، وزميل بحث في مركز البحوث الاقتصادية والسياسية ‏، وعضو في المجلس الاستشاري الدولي لمركز البحوث الاجتماعية والاقتصادية (CASE). كما أنه عضو في لجنة المستشارين الاقتصاديين لـ مكتب الميزانية في الكونغرس ‏. من 2006 إلى 2007 كان زميلًا زائرًا في معهد بيترسون للاقتصاد الدولي ‏، حيث يعمل حاليًا زميلًا أول. وهو عضو في الهيئة التحريرية لأربع مجلات أكاديمية اقتصادية. وقد ساهم في بروجيكت سنديكيت منذ عام 2007.

## الأبحاث والمنشورات
سايمون جونسون هو مؤلف كتاب "13 مصرفيًا: الاستيلاء على وول ستريت والانهيار المالي القادم" (2010) ((ردمك 978-0307379054))، بالاشتراك مع جيمس كواك ‏، الذي شارك معه أيضًا في تأسيس والمساهمة بانتظام في مدونة الاقتصاد The Baseline Scenario. وهو أيضًا مؤلف "البيت الأبيض يحترق: ديننا الوطني ولماذا يهمك" (2013)؛ "إعادة تشغيل أمريكا: كيف يمكن للعلم الاختراقي إحياء النمو الاقتصادي والحلم الأمريكي" (2019)، مع جوناثان غروبر؛ و"القوة والتقدم: صراعنا الألفي على التكنولوجيا والازدهار" (2023)، مع دارون أسيموغلو.

### القوة والتقدم
نُشر في عام 2023، "القوة والتقدم" هو كتاب عن التطور التاريخي للتكنولوجيا والعواقب الاجتماعية والسياسية للتكنولوجيا. يتناول الكتاب ثلاثة أسئلة، حول العلاقة بين الآلات الجديدة وتقنيات الإنتاج والأجور، وحول الطريقة التي يمكن بها تسخير التكنولوجيا للخير الاجتماعي، وحول سبب الحماس حول الذكاء الاصطناعي.
يجادل "القوة والتقدم" بأن التقنيات لا تؤدي تلقائيًا إلى منافع اجتماعية، بل تذهب فوائدها إلى نخبة ضيقة. ويقدم رؤية نقدية إلى حد ما للذكاء الاصطناعي (AI)، مؤكدًا على تأثيره السلبي الكبير على الوظائف والأجور وعلى الديمقراطية.
كما يقدم أسيموغلو وجونسون رؤية حول كيفية تسخير التقنيات الجديدة للصالح الاجتماعي. ويرون أن العصر التقدمي يقدم نموذجًا. ويناقشان قائمة من المقترحات السياسية لإعادة توجيه التكنولوجيا والتي تشمل: (1) حوافز السوق، (2) تفكيك شركات التكنولوجيا الكبرى، (3) إصلاح الضرائب، (4) الاستثمار في العمال، (5) حماية الخصوصية وملكية البيانات، و(6) ضريبة الإعلانات الرقمية.

## مناصب وهيئات
أدار معهد ماساتشوست للتكنولوجيا.

## قراءات إضافية
جونسون، سايمون، "الانقلاب الهادئ"، أتلانتك مونثلي، مايو 2009

## روابط خارجية
الملف الشخصي للكلية نسخة محفوظة 28 أغسطس 2012 على موقع واي باك مشين. في معهد ماساتشوستس للتكنولوجيا
مدونة جونسون المشتركة في معهد ماساتشوستس للتكنولوجيا
الملف الشخصي في صندوق النقد الدولي
أرشيف الأعمدة في مشروع سينديكيت
السيرة الذاتية لسايمون جونسون في مركز البحوث الاجتماعية والاقتصادية (CASE)
مرات الظهور على سي-سبان
فيديو (مع توفر الصوت فقط) لمحادثة مع جونسون حول القضايا الاقتصادية على Bloggingheads.tv
مدونة سايمون جونسون الاقتصادية "Baseline Scenario"
مقابلة مع بودكاست عالم الأعمال لبيتر داي من بي بي سي[وصلة مكسورة]
عرض فيديو لمعهد ماساتشوستس للتكنولوجيا لـ "13 مصرفيًا: الاستيلاء على وول ستريت والانهيار المالي القادم"
ظهور في 16 أبريل 2010 في برنامج بيل موير، مع زميله جيمس كواك ‏
Roberts، Russ (28 نوفمبر 2011). "Simon Johnson on the Financial Crisis". EconTalk. Library of Economics and Liberty. مؤرشف من الأصل في 2013-07-17.